# Aspalathus
Aspalathus là một chi thực vật có hoa thuộc họ Fabaceae. Nó thuộc phân họ Faboideae. Loài Aspalathus linearis được dùng làm trà Rooibos. Chi này có hơn 270 loài, chủ yếu là các loài đặc hữu của các vùng ở tây nam Nam Phi, với hơn 50 loài xuất chỉ có mặt ở Bán đảo Cape.

## Hình ảnh

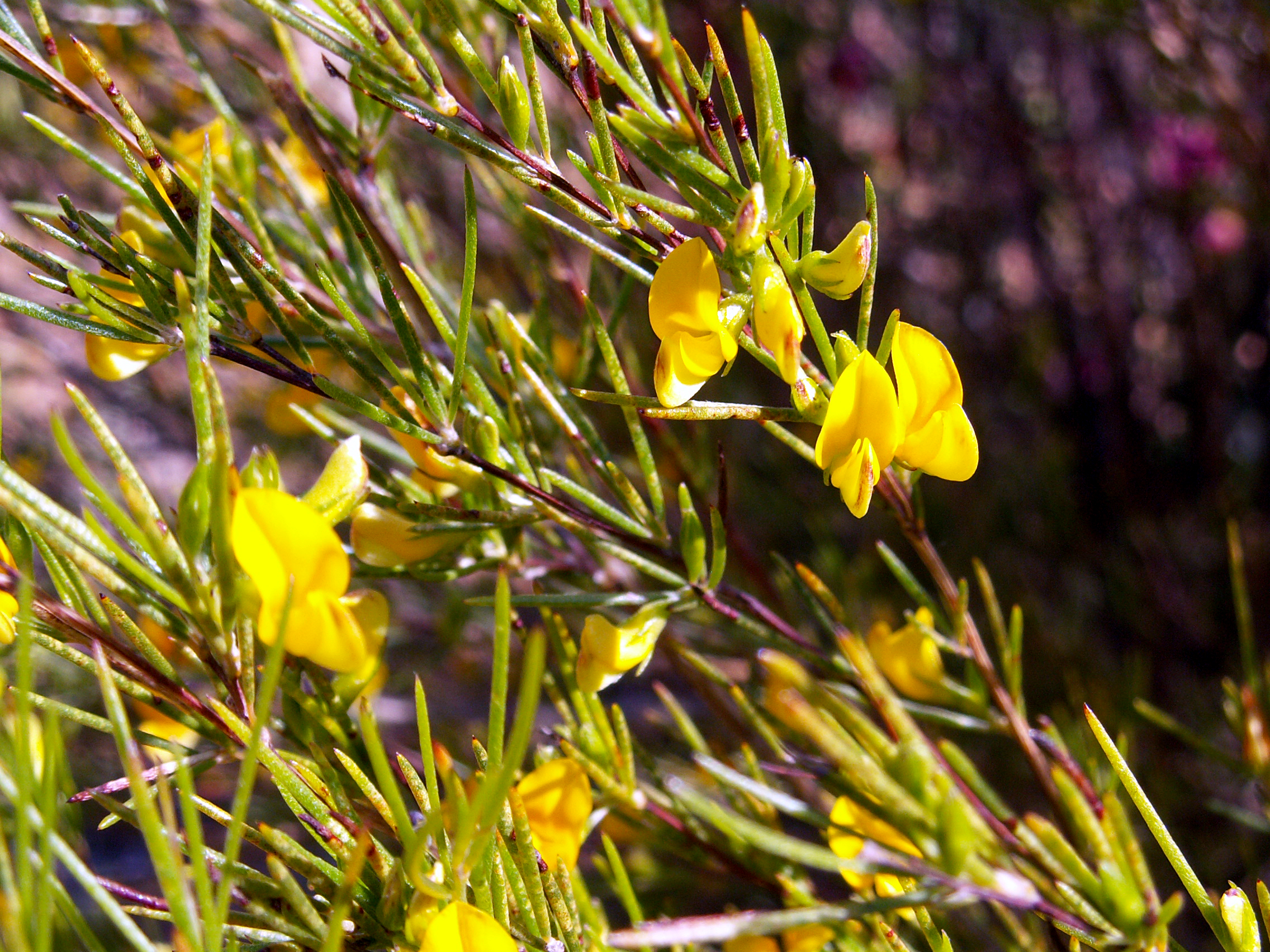
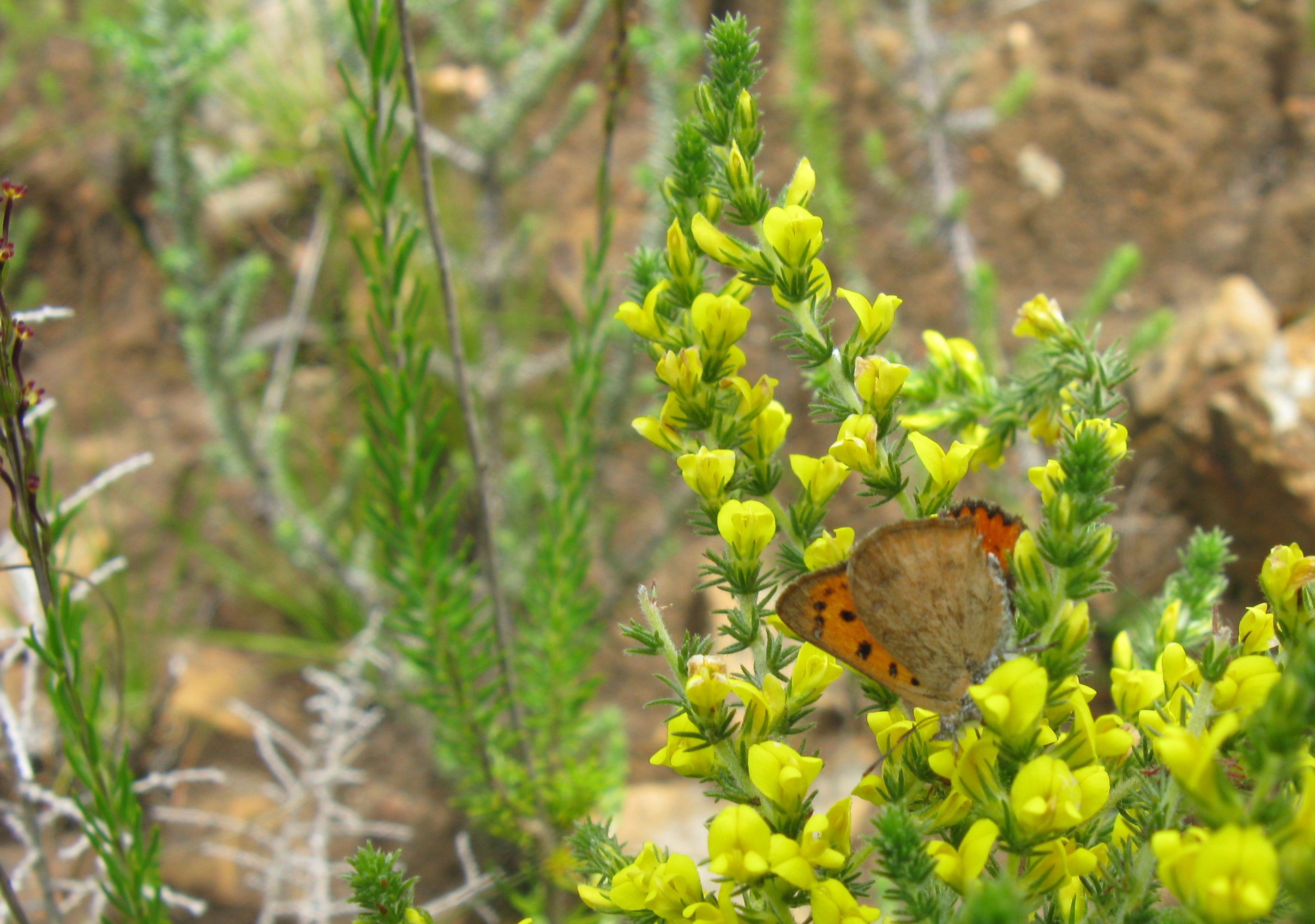
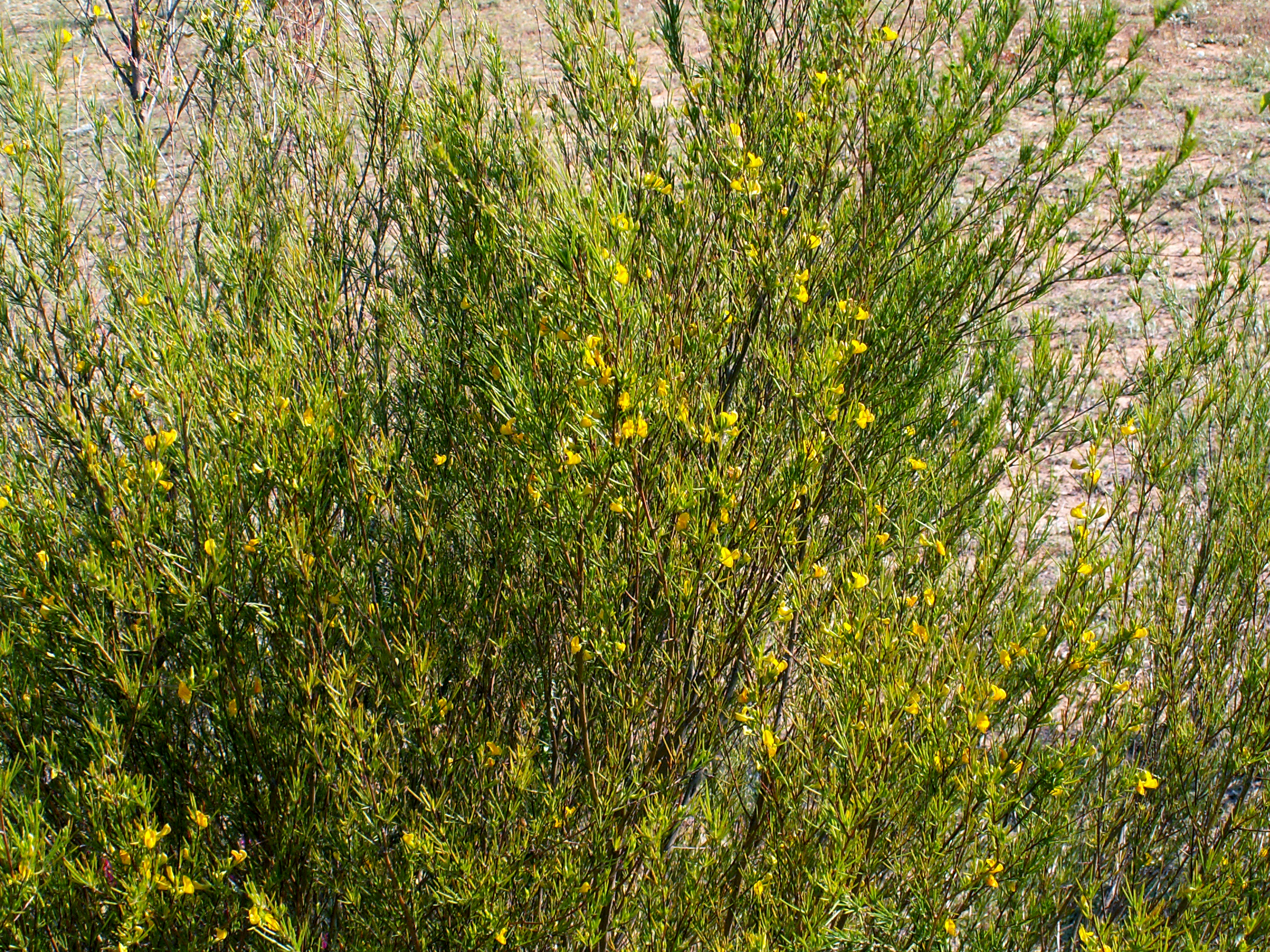